# Sarcophaga occidentalis
Sarcophaga occidentalis är en tvåvingeart som beskrevs av Aldrich 1916. Sarcophaga occidentalis ingår i släktet Sarcophaga och familjen köttflugor. Inga underarter finns listade i Catalogue of Life.